# 米利亚纳
米利亚纳，是西班牙卡斯蒂利亚-拉曼恰瓜达拉哈拉省的一个市镇。总面积28平方公里，总人口125人（2001年），人口密度4人/平方公里。